# Mendelejewo

Juditten, westlich von Königsberg, auf einer Landkarte von 1910 (auf der Karte abgekürzt: Jud.).

Ortsplan von Juditten und näherer Umgebung auf einer Karte von 1937

Mendelejewo (deutsch Juditten) ist ein Stadtteil von Kaliningrad (Königsberg (Preußen)).

## Geographische Lage
Die Ortschaft liegt im ehemaligen Ostpreußen, an der Nordseite des Pregeltals, etwa sechs Kilometer westlich des Stadtzentrums von Kaliningrad (Königsberg i. Pr.).

## Name
Der ursprüngliche Name leitet sich prußisch ab und beschreibt die Landschaft: „gaudis“ (wehmütig), „juodas“ (schwarz, finster).

## Geschichte

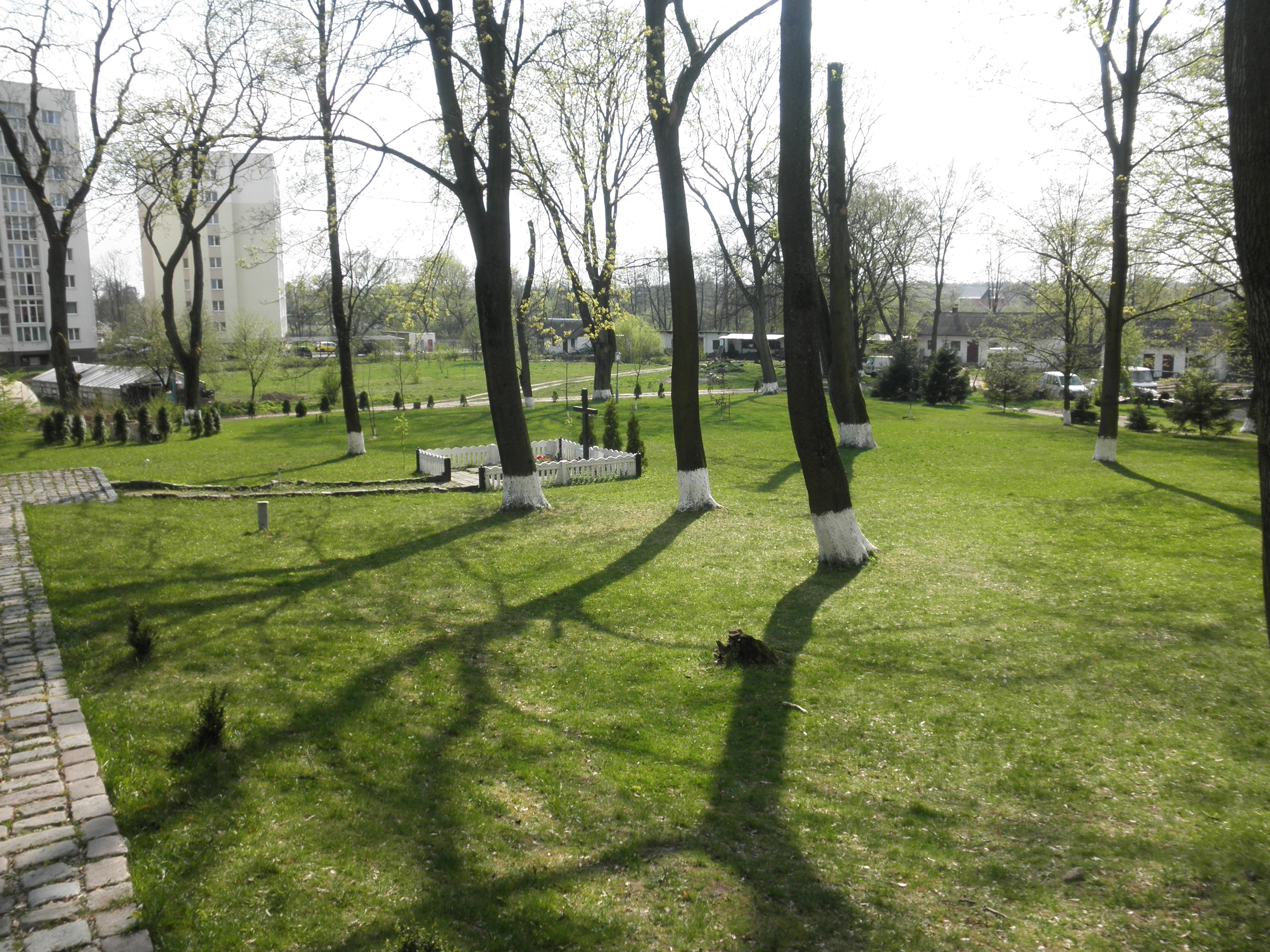
Massengräber von 1945–1947 südlich der Juditter Kirche (2014)

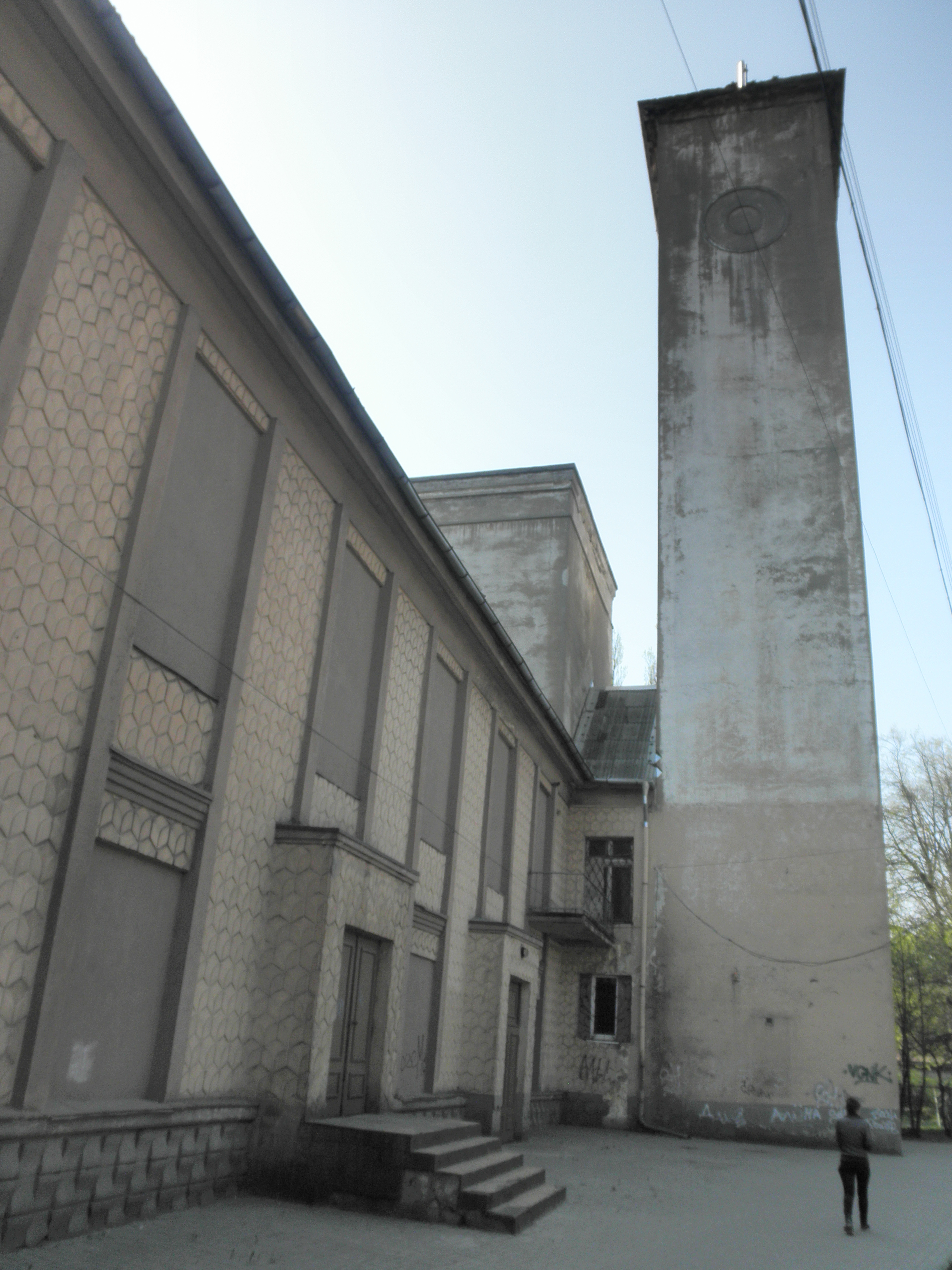
Kirche aus 1930er Jahren, jetzt Kulturhaus (2014)

Wie das übrige Samland wurde die von Prußen besiedelte Region im 13. Jahrhundert durch den Deutschen Ritterorden erobert und in den Ordensstaat einbezogen. Im Jahre 1287 wurde der Ort erstmals als „duas villas sic nominatas Gaudityn“ erwähnt. 1349 hieß es „super villam Gauditin, Gauditen“ und 1302 Judynkirchen. Der Name Juditten erscheint 1670 in den Ostpreußischen Folianten. Bei Juditten befand sich der Spittelhof, der Wirtschaftshof des Hauskomturs zu Königsberg, dem die zu dem Spital gehörenden Dörfer scharwerkspflichtig waren.
1874 wurde der Amtsbezirk Juditten aus den Landgemeinden Lawsken, Moditten, Spittelhof und Waldthal, den Gutsbezirken Charlottenburg, Friedrichswalde, Groß Rathshof, Klein Rathshof und Moditten sowie dem Etablissement Juditten Mühle gebildet. Verwaltet wurde der Bezirk vom Amtsvorsteher in Rathshof. Am 16. Juni 1927 wurde Juditten in die Stadtgemeinde und den Stadtkreis Königsberg i. Pr. eingegliedert.
Vom Friedhof aus bestand eine gute Fernsicht auf den Pregel und das Frische Haff.
Theodor Krohne erhielt das Juditter Wäldchen, das nach ihm benannt wurde.
Das Massensterben der deutschen Restbevölkerung in Königsberg 1945 bis 1947 betraf auch Juditten. Viele Opfer von Hunger, Kälte und Seuchen wurden in Massengräbern südlich/unterhalb der Kirche beerdigt.
Juditten wurde zusammen mit der nördlichen Hälfte Ostpreußens nach Ende des Zweiten Weltkriegs von der Sowjetunion unter eigene Verwaltung genommen.

### Demographie
| Jahr | Einwohner | Anmerkungen |
| ---- | --------- | --- |
| 1782 | –         | königliches Dorf mit einer Kirche, einer königlichen Mahlmühle, die auch die Kaddigmühle heißt, und vier Feuerstellen (Haushaltungen) |
| 1818 | 56        | [ 3 ] |
| 1831 | 68        | auf 441 2/5 Morgen Land |
| 1840 | 29        | in fünf Wohnhäusern |
| 1858 | 51        | davon 36 bei der Kirche und 15 bei der Mühle, sämtlich Evangelische                                                                   |
| 1864 | 86        | am 3. Dezember |
| 1867 | 75        | am 3. Dezember |
| 1871 | 72        | am 1. Dezember, davon 72 Evangelische und eine katholische Person                                                                     |
| 1910 | 2130      | am 1. Dezember |

## Kirche
Die Juditter Kirche wurde Ende des 13. Jahrhunderts durch den Deutschen Orden als Wehrkirche erbaut. Sie zählt zu den ältesten Gotteshäusern des Samlandes. Königin Luise hat in der Zeit ihres Aufenthalts in Königsberg diese Kirche oft besucht. Wegen der Madonna auf der Mondsichel, einem Marienbild mit Jesuskind von übermenschlicher Größe, grob aus Holz geschnitzt und angestrichen, war Juditten vor der Reformation ein berühmter Wallfahrtsort. Auch noch nach der Reformation kamen Pilger, selbst aus Rom, und ließen sich vom lutherischen Pfarrer eine Bescheinigung darüber geben, dass sie Buße getan hatten. Die Kirche verfiel in der Sowjetzeit zur Ruine, in den 1980er Jahren wurde sie nach Übereignung an die orthodoxe Kirche bis 1990 wiederaufgebaut.
In einem Neubauviertel von Juditten wurde in den 1930er Jahren eine weitere Kirche gebaut, die seit der Sowjetzeit – stark verändert – als Kulturhaus genutzt wird.

## Persönlichkeiten
- Johann Christoph Gottsched (* 2. Februar 1700 in Juditten; † 1766), deutscher Schriftsteller, Dramaturg sowie Sprach- und Literaturtheoretiker
- Erika Durban-Hofmann (* 1922 in Juditten; † 21. Dezember 2005 in Unterschleißheim), Malerin, Grafikerin und Buchautorin